# Vogelkopvisslare
Vogelkopvisslare (Pachycephala meyeri) är en fågel i familjen visslare inom ordningen tättingar.

## Utbredning och systematik
Fågeln förekommer på nordvästra Nya Guinea (Arfak, Tamrau och Foja Mountains). Den behandlas som monotypisk, det vill säga att den inte delas in i några underarter.

## Status
IUCN kategoriserar arten som livskraftig.

## Namn
Fågelns vetenskapliga artnamn hedrar Aron Baruch Meyer (känd som Adolf Bernhard Meyer) (1840-1911), tysk läkare och samlare av specimen i Ostindien och på Nya Guinea.